# David Miklavčič
David Miklavčič slovenski rokometaš reprezentant, * 29. januar 1983, Grosuplje, Slovenija.
David je rokomet začel trenirati, ko je imel 12 let. Do tedaj se je preizkusil v skoraj vseh športnih panogah, ki so mu bile na voljo. Ko je bil star 16 let je že zaigral za člansko ekipo RK Grosuplje, kjer je igral 5 let. Nato se je preselil k RK Trimo Trebnje. V tem času je postal tudi slovenski rokometni reprezentant. V začetku sezone 2010/11 je prestopil v RK Gorenje Velenje.